# Alexander Baumann (Schwimmer)
Alexander „Alex“ Baumann, OC, O.Ont (* 21. April 1964 in Prag) ist ein ehemaliger kanadischer Schwimmer mit tschechoslowakischer Abstammung.
Geboren in der Tschechoslowakei, wanderten seine Eltern zusammen mit ihm im Zusammenhang mit der Zerschlagung des Prager Frühlings 1973 nach Kanada aus. Mit neun Jahren bekam Alex Baumann regelmäßig Schwimmunterricht. Bereits 1981 hielt Baumann 38 kanadische Schwimmrekorde und gewann bei den Commonwealth Games zwei Goldmedaillen über 200 m und 400 m Lagen. Seinen sportlichen Höhepunkt erlebte er bei den Olympischen Sommerspielen 1984 in Los Angeles, als er über beide Lagenstrecken in Weltrekordzeit Olympiasieger wurde. Dies waren die ersten olympischen Goldmedaillen für Kanada seit 1912. Im Jahr 1987 beendete er seine Laufbahn.
Im Jahr 1992 wurde er in die Ruhmeshalle des internationalen Schwimmsports aufgenommen.